# Каран (военачальник)
Каран (греч. Κάρανος) — македонский военачальник, умерший, по всей видимости, в 329 году до н. э.

## Биография
В сражении при Гавгамелах в 331 году до н. э. Каран возглавлял отряд греческих всадников, расположенных на левом крыле македонского войска.
Имя Карана упоминается среди нескольких македонских военачальников, направленных в 330 году до н. э. для подавления выступления восставшего сатрапа Арии Сатибарзана, ранее присягнувшего на верность Александру Македонскому.
В 329 году до н. э. вместе с Андромахом и Менедемом Каран возглавил корпус, направленный для борьбы со Спитаменом. Спитамен был вынужден снять осаду со столицы Согдианы Мараканды и отступить на север страны. Однако в последующем сражении восставшим согдийцам с помощью скифской конницы удалось разбить македонян и заставить их отступить к реке Политимет. Всадники, возглавляемые Караном, начали первыми переходить водную преграду, чтобы получить укрытие на другом берегу реки, однако пехота двинулась вслед за ними без приказа в полном беспорядке и спешке, приведшим в итоге к почти всеобщей гибели македонян.
После этих событий имя Карана в сочинениях древних авторов более не упоминается.